# Eufairmairia giganticus
Eufairmairia giganticus är en insektsart som beskrevs av Goding. Eufairmairia giganticus ingår i släktet Eufairmairia och familjen hornstritar. Inga underarter finns listade i Catalogue of Life.